# Stanina Reka
Stanina Reka (cyr. Станина Река) – wieś w Serbii, w okręgu kolubarskim, w mieście Valjevo. W 2011 roku liczyła 341 mieszkańców.